# Barra do Una

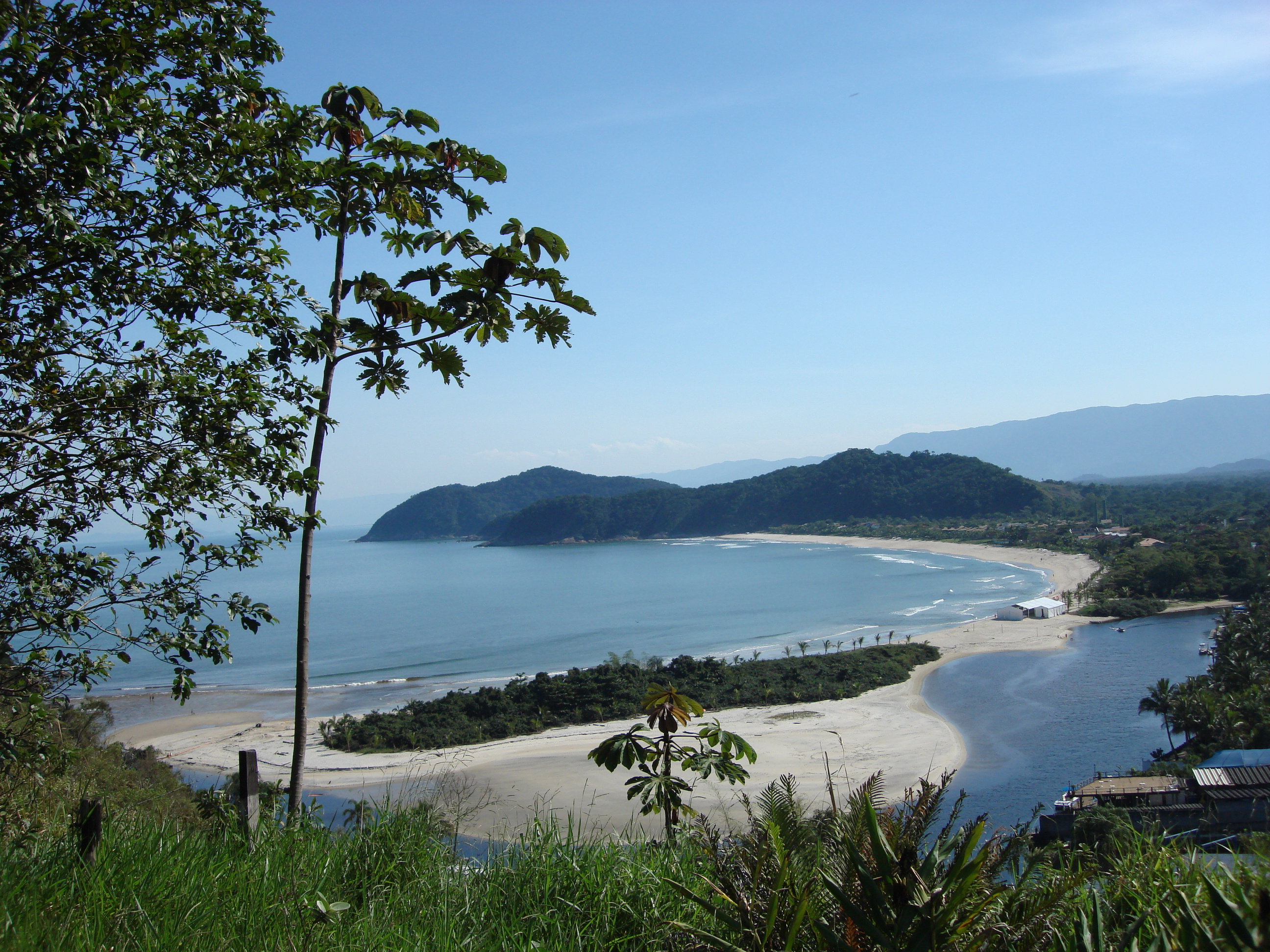
Barra do Una

Barra do Una é uma praia brasileira do litoral norte de São Paulo em São Sebastião. Em 2013, foi considerada pelos leitores do portal iG como a a mais bonita do estado.